# Nima Fakhrara
Nima Fakhrara (Tehran, 12 novembre 1983) è un compositore iraniano.
Ha composto musiche per film e videogiochi.

## Filmografia parziale
- The Courier, regia di Hany Abu-Assad (2012)
- Gatchaman, regia di Toya Sato (2013)
- The Signal, regia di William Eubank (2014)
- La piramide (The Pyramid), regia di Grégory Levasseur (2014)
- Crypto, regia di John Stalberg Jr. (2019)
- Becky, regia di Cary Murnion e Jonathan Milott (2020)
- Survive the Night, regia di Matt Eskandari (2020)
- Alone, regia di John Hyams (2020)
- The Wrath of Becky, regia di Matt Angel e Suzanne Coote (2023)

## Videogiochi
- 1979 Revolution: Black Friday (2016)
- Detroit: Become Human (2018)